# Gurdwara

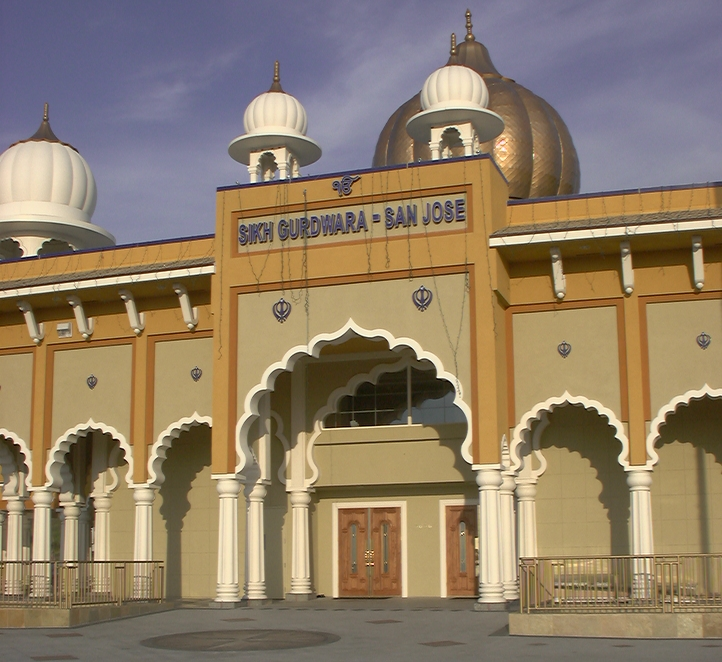
Gurdwara em San José, Estados Unidos da América.

Gurdwara (Punjabe:ਗੁਰਦੁਆਰਾ ou ਗੁਰਦਵਾਰਾ) é um templo sikh. 
Nos primeiros tempos do sikhismo os locais onde os seguidores da religião se encontravam para praticar o culto eram conhecidos como dharamsalas ("lugares de fé"). O sexto guru do sikhismo, o Guru Hargobind, criou o termo gurdwara, cujo sentido é a "porta através da qual se pode aceder ao mestre". A arquitectura destes templos reflecte um estilo mogol tardio influenciado pelo estilo hindu.
Os gurdwaras constituem, para além das casas, os locais onde se desenrola a vida religiosa dos sikhs. Visitar diariamente o gurdwara é um dever dos sikhs. 
Nestes espaços os fiéis podem louvar o nome de Deus (uma forma de culto central do sikhismo) e ouvir a leitura do livro sagrado da religião, o Guru Granth Sahib, pelo leitor (o granthi). Fiéis e visitantes (os templos estão abertos a pessoas de outras religiões e as pessoas sem religião) só devem entrar no templo de cabeça coberta e depois de terem descalçado e lavado os pés. 
Cada gurdwara possui um exemplar do livro sagrado do sikhismo, o Guru Granth Sahib, que o décimo guru declarou como guia eterno da comunidade. O Guru Granth Sahib é tratado com grande respeito. É colocado no meio de uma grande sala num suporte alto, numa estante coberta com um tecido, repousando em almofadas. O primeiro gesto que um sikh toma ao entrar num gurdwara é inclinar-se diante do livro sagrado. Pode também aproveitar para fazer uma doação monetária (que não é contudo obrigatória) como forma de sustentar o templo e as actividades que nele se desenvolvem. 
Os gurdwaras não possuem estátuas divinas ou imagens sagradas. 
Todas as pessoas sentam-se no chão, em sinal de igualdade. Geralmente os homens sentam-se no lado direito do templo e as mulheres no lado esquerdo. 
Na Índia os gurdwaras levam a cabo as suas principais cerimónias de manhã e sobretudo ao fim do dia, depois dos sikhs terminarem o trabalho. Contudo, eles estão abertos a todas as horas e é sempre possível encontrar neles pessoas a rezar. A religião sikh não tem o conceito de dia sagrado ou dia de descanso (como o Shabat no Judaísmo). As comunidades sikhs dos países ocidentais desenvolveram o costume de celebrar os seus actos de culto ao Domingo, mas meramente por este ser o dia de descanso tradicional nos países onde residem. 